# Pinóquio (filme de 2019)
Pinocchio (bra/prt: Pinóquio) é um filme italiano do gênero fantasia de 2019, dirigido, corroteirizado e coproduzido por Matteo Garrone. É baseado no romance As Aventuras de Pinóquio, escrito por Carlo Collodi e publicado em 1883. O filme é estrelado por Federico Ielapi como Pinocchio, Roberto Benigni como Geppetto, Gigi Proietti como Mangiafuoco, Rocco Papaleo e Massimo Ceccherini como, respectivamente, o Gato e a Raposa, e Marine Vacth como a Blue Fairy. Foi neste filme que ocorreu a última aparição de Gigi Proietti antes de sua morte, em novembro de 2020.
Pinocchio foi um projeto idealizado por Garrone, que escreveu o primeiro esboço do roteiro quando tinha apenas seis anos. Ao contrário dos filmes anteriores de Garrone, costumeiramente destinados ao público adulto, Pinocchio é voltado para adultos e crianças. A maioria das personagens, incluindo o próprio Pinocchio, foram criadas por meio de maquiagem protética em vez de imagens geradas por computador (CGI). É o segundo filme em live-action de Pinocchio estrelado por Benigni, após Pinocchio (filme de 2002), e também o segundo filme estrelado por Papaleo, depois de Pinnochio (filme de 2012).
O filme foi lançado na Itália em 19 de dezembro de 2019, pela 01 Distribution (RAI), e arrecadou 15 milhões de euros no mercado interno, tornando-se o filme de maior bilheteria da semana de Natal na Itália, assim como o filme de maior bilheteria de Garrone no mercado italiano (superando Gomorrah, de 2008), e o sexto filme de maior bilheteria na Itália de 2019-20. Uma versão dublada em inglês foi lançada pela Vertigo Films no Reino Unido e Irlanda em 14 de agosto de 2020, e pela Roadside Attractions nos Estados Unidos e Canadá em 25 de dezembro de 2020.

## Elenco
O filme foi estrado por:
- Federico Ielapi como Pinocchio
- Roberto Benigni como Geppetto
- Gigi Proietti como Mangiafuoco
- Rocco Papaleo como Gato
- Massimo Ceccherini como Raposa

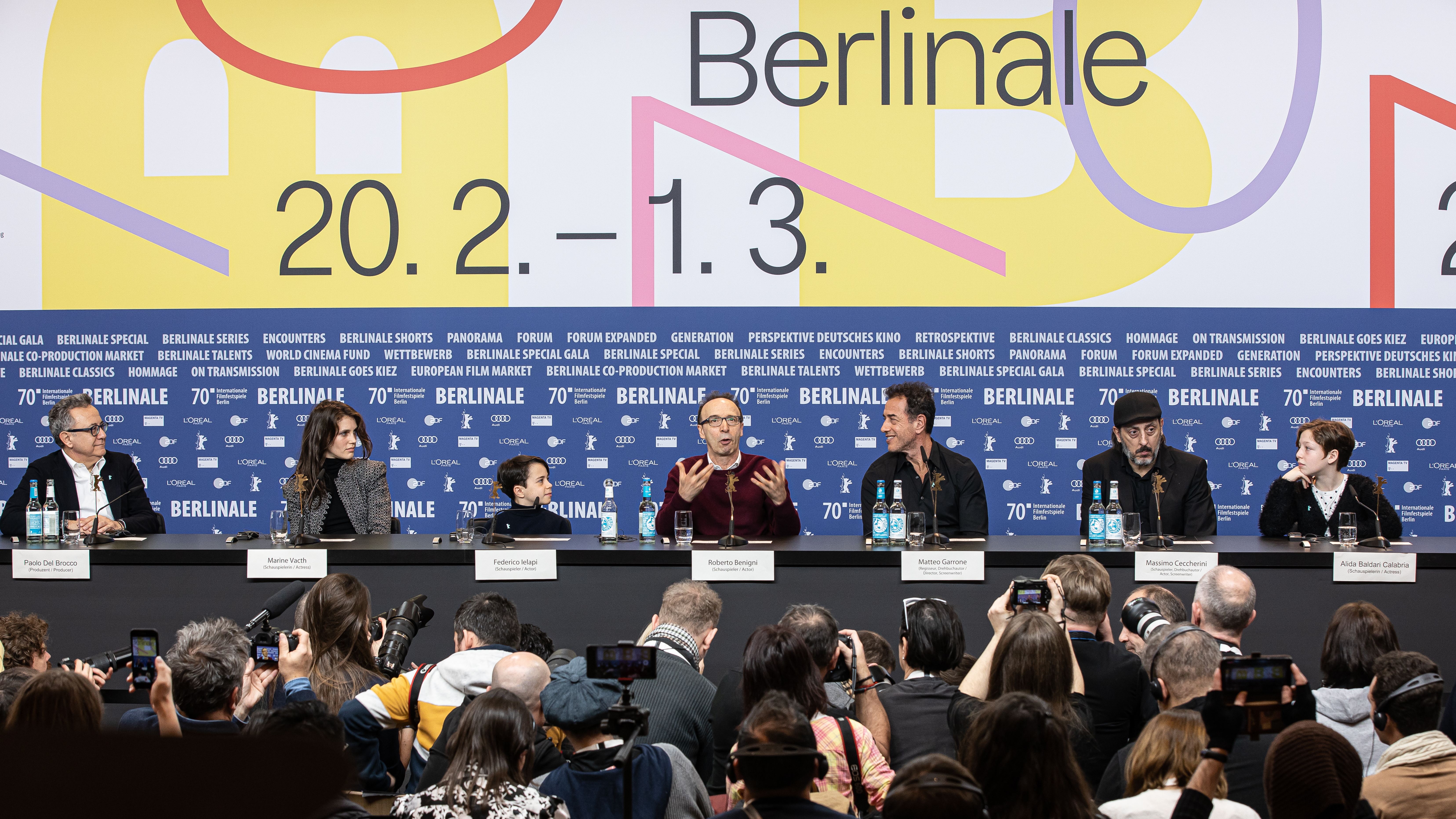
O elenco e a equipe do filme no Festival de Cinema de Berlim de 2020. Da esquerda para a direita: Paolo Del Brocco, Marine Vacth, Federico Ielapi, Roberto Benigni, diretor Matteo Garrone, Massimo Ceccherini e Alida Baldari Calabria.

- Marine Vacth como Fairy with Turquoise Hair (adulta)
- Alida Calabria como Fairy with Turquoise Hair (criança)
- Alessio Di Domenicantonio como Lucignolo
- Maria Pia Timo como Snail
- Davide Marotta como Grilo Falante (Marionete e Rabbit #1)
- Paolo Graziosi como Mastro Ciliegia
- Massimiliano Gallo como Dr. Crow
- Gianfranco Gallo como Dr. Owl, Mastiff #2 e Medoro
- Teco Celio como Judge Gorilla
- Enzo Vetrano como Professor
- Nino Scardina como Coachman
- Maurizio Lombardi como Tuna
- Guillaume Delaunay como Circus Performer (O homem mais alto do mundo)
- Giuliano Del Taglia como Circus Performer (O homem mais baixo do mundo)
- Domenico Centamore como Giangio
- Gigio Morra como Moreno (hoteleiro)
- Mauro Bucci como Remigio (vizinho de Geppetto)
- Sergio Forconi como Cecconi
- Luisa Ragusa como Colombina (Marionete e Rabbit #2)
- Massimo Viafora como Gendarmerie (Marionete #1)
- Claudio Gaetani como Arlecchino (Marionete)
- Giovanni Iovino como Pulcinell (Marionete e Rabbit #3)
- Betty La Padula como Gianduja (Marionete e Rabbit #4)
- Aldo Marinuccio como Gendarme (Marionete #2)
- Ciro Petrone como Criador de Mangiafuoco
- Barbara Enrichi como Barbara (vizinha de Geppetto)

## Produção
Em 24 de outubro de 2016, foi anunciado que Toni Servillo havia sido escalado ao papel de Geppetto. Dois anos depois, em outubro de 2018, foi anunciado que Geppetto seria interpretado por Roberto Benigni (que já havia interpretado Pinocchio na adaptação de 2002, dirigida por ele mesmo). Ao ser escalado, Benigni disse: "Um grande personagem, uma grande história, um grande diretor: interpretar o Geppetto dirigido por Matteo Garrone é uma grande felicidade".

## Divulgação e lançamento
Em 29 de março de 2019, foi lançado o primeirO cartaz promocional. O primeiro trailer foi divulgado na internet em 3 de julho de 2019.
O filme foi lançado nos cinemas da Itália em 19 de dezembro de 2019, de Portugal em 5 de novembro de 2020, e do Brasil, em 21 de janeiro de 2021.

## Dublagem em inglês
Ainda antes de encontrar uma distribuidora cinematográfica para o projeto, Garrone pagou, por conta própria, cento e cinquenta mil euros para a dublagem em inglês de Pinnochio.

### Controvérsia
No Brasil, a dublagem em inglês foi alvo de críticas, além de que a versão do filme com o áudio original em italiano sequer chegou aos cinemas brasileiros.

## Recepção

### Bilheterias
Até 14 de fevereiro de 2021, Pinocchio arrecadou 22,5 milhões de dólares a nível internacional. Deste valor, 17,4 milhões de dólares foram arrecadados na Itália. O orçamento para a produção do filme foi de 11 milhões de euros.
Na Itália, o filme arrecadou 2,9 milhões de dólares no fim de semana de sua estreia, de modo que ficou em segundo lugar nas bilheterias, atrás apenas de Star Wars: The Rise of Skywalker. O filme arrecadou quinze milhões de euros no mercado italiano, tornando-se o filme de maior bilheteria dirigido por Matteo Garrone. Foi também a sexta  maior bilheteria na Itália na temporada 2019-2020 (atrás de "Tolo Tolo", "O Rei Leão", "Joker", "Frozen II" e "Il primo Natale").
Na estreia nos cinemas do Reino Unido, o filme arrecadou 140,8 mil dólares, tornando-se o terceiro filme de maior bilheteria desde a reabertura dos cinemas britânicos que foram fechados devido à pandemia de COVID-19.  Nos Estados Unidos, o filme arrecadou 274,6 mil dólares.

### Críticas
No agregador de críticas Rotten Tomatoes, Pinocchio possui índice de aprovação de 85% com base em 47 avaliações, com uma classificação média de 7/10. O consenso dos críticos deste agregador diz: "Seguindo fielmente a história original de Carlo Collodi, o Pinocchio de Matteo Garrone aborda todos os elementos necessários para a criação de um filme visualmente deslumbrante que prova que alguns contos são de fato atemporais". No agregador Metacritic, Pinocchio possui uma pontuação média de 63/100 com base em nove críticas, indicando "avaliações geralmente favoráveis".
Deborah Young, do The Hollywood Reporter, disse que "O novo Pinocchio de Matteo Garrone traz emoção genuína a uma das adaptações cinematográficas mais ambiciosas do clássico infantil de Carlo Collodi (1883) até hoje produzidas". Eric Kohn, do IndieWire, deu ao filme uma classificação B e disse que "Pinocchio imbui um ambiente com um grau surpreendente de naturalidade, graças ao tratamento cuidadoso do cineasta sobre os efeitos práticos que se encaixam ao aspecto atmosférico incomum do  filme". Peter Bradshaw, do The Guardian, avaliou o filme com 4 estrelas (em avaliação que pode chegar até 5), dizendo: "Pinocchio possui uma história totalmente exótica; e Garrone faz dela um espetáculo inesperadamente satisfatório". Simran Hans, do The Observer, também deu ao filme 4 de 5 estrelas, e disse  que: "O material original foi ajustado com maestria pelo cineasta italiano, que atravessou o terreno dos contos de fadas".

### Prêmios e indicações
| Prêmio                                      | Data                   | Categoria                                         | Premiado(s)                                                                         | Resultado      |
| ------------------------------------------- | ---------------------- | ------------------------------------------------- | ----------------------------------------------------------------------------------- | -------------- |
| Capri Hollywood International Film Festival | 28 de dezembro de 2019 | Prêmio Capri de Melhor Figurinista do Ano de 2019 | Massimo Cantini Parrini                                                             | Venceu         |
| Capri Hollywood International Film Festival | 30 de dezembro de 2019 | Prêmio Capri Future 2019                          | Federico Ielapi                                                                     | Venceu         |
| David di Donatello Awards                   | 8 de maio de 2020      | Melhor Filme                                      | Pinnocchio                                                                          | Indicado       |
| David di Donatello Awards                   | 8 de maio de 2020      | Melhor Diretor                                    | Matteo Garrone                                                                      | Indicado       |
| David di Donatello Awards                   | 8 de maio de 2020      | Melhor Roteiro Adaptado                           | Matteo Garrone e Massimo Ceccherini                                                 | Indicado       |
| David di Donatello Awards                   | 8 de maio de 2020      | Melhor Produtor                                   | Archimede, Le Pacte, Rai Cinema                                                     | Indicado       |
| David di Donatello Awards                   | 8 de maio de 2020      | Melhor Atriz Coadjuvante                          | Alida Baldari Calabria                                                              | Indicado       |
| David di Donatello Awards                   | 8 de maio de 2020      | Melhor Ator Coadjuvante                           | Roberto Benigni                                                                     | Indicado       |
| David di Donatello Awards                   | 8 de maio de 2020      | Melhor Cinematografia                             | Nicolaj Brüel                                                                       | Indicado       |
| David di Donatello Awards                   | 8 de maio de 2020      | Melhor Perfomance                                 | Dario Marianelli                                                                    | Indicado       |
| David di Donatello Awards                   | 8 de maio de 2020      | Melhor Ambientação e Decoração                    | Dimitri Capuani                                                                     | Venceu         |
| David di Donatello Awards                   | 8 de maio de 2020      | Melhor Figurino                                   | Massimo Cantini Parrini                                                             | Venceu         |
| David di Donatello Awards                   | 8 de maio de 2020      | Melhor Maquiagem                                  | Dalia Colli, Mark Coulier                                                           | Venceu         |
| David di Donatello Awards                   | 8 de maio de 2020      | Melhor Hair Design                                | Francesco Pegoretti                                                                 | Venceu         |
| David di Donatello Awards                   | 8 de maio de 2020      | Melhor Edição                                     | Marco Spoletini                                                                     | Indicado       |
| David di Donatello Awards                   | 8 de maio de 2020      | Melhores Efeitos Sonoros                          | Mariacetta Lombardo, Luca Novelli, Daniela Bassani, Stefano Grosso, Gianni Pallotto | Indicado       |
| David di Donatello Awards                   | 8 de maio de 2020      | Melhores Efeitos Visuais                          | Theo Demeris e Rodolfo Migliari                                                     | Venceu         |
| Nastro d'Argento                            | 6 de julho de 2020     | Melhor Filme                                      | Pinnocchio                                                                          | Indicado       |
| Nastro d'Argento                            | 6 de julho de 2020     | Melhor Diretor                                    | Matteo Garrone                                                                      | Venceu         |
| Nastro d'Argento                            | 6 de julho de 2020     | Melhor Produtor                                   | Matteo Garrone e Paolo Del Brocco                                                   | Indicado       |
| Nastro d'Argento                            | 6 de julho de 2020     | Melhor Ator de Apoio                              | Roberto Benigni                                                                     | Venceu         |
| Nastro d'Argento                            | 6 de julho de 2020     | Melhor Ambientação e Decoração                    | Dimitri Capuani                                                                     | Venceu         |
| Nastro d'Argento                            | 6 de julho de 2020     | Melhor Figurino                                   | Massimo Cantini Parrini                                                             | Venceu         |
| Nastro d'Argento                            | 6 de julho de 2020     | Melhor Edição                                     | Marco Spoletini                                                                     | Venceu         |
| Nastro d'Argento                            | 6 de julho de 2020     | Melhores Efeitos Sonoros                          | Maricetta Lombardo                                                                  | Venceu         |
| Nastro d'Argento                            | 6 de julho de 2020     | Melhor Performance                                | Dario Marianelli                                                                    | Indicado       |
| Nastro d'Argento                            | 6 de julho de 2020     | Prêmio Guglielmo Biraghi                          | Federico Ielapi                                                                     | Menção Honrosa |
| Globo d'oro                                 | 15 de julho de 2020    | Melhor Filme                                      | Pinnocchio                                                                          | Indicado       |
| Globo d'oro                                 | 15 de julho de 2020    | Melhor Diretor                                    | Matteo Garrone                                                                      | Indicado       |
| Globo d'oro                                 | 15 de julho de 2020    | Melhor Cinematografia                             | Nicolaj Brüel                                                                       | Indicado       |
| Ischia Global Film & Music Fest             | 16 de julho de 2020    | Prêmio Ischia Art                                 | Federico Ielapi                                                                     | Venceu         |
| Bari International Film Festival            | 29 de agosto de 2020   | Prêmio Franco Cristaldi de Melhor Produtor        | Matteo Garrone e Paolo Del Brocco                                                   | Venceu         |
| Bari International Film Festival            | 29 de agosto de 2020   | Prêmio Alberto Sordi de Melhor Ator de Apoio      | Roberto Benigni                                                                     | Venceu         |
| Bari International Film Festival            | 29 de agosto de 2020   | Prêmio Tosi de Melhor Figurinista                 | Massimo Cantini Parrini                                                             | Venceu         |
| Golden Eagle Award                          | 22 de janeiro de 2021  | Melhor Filme em Língua Estrangeira                | Pinnocchio                                                                          | Indicado       |